# Lousado
Lousado is een plaats (freguesia) in de Portugese gemeente Vila Nova de Famalicão en telt 38.725 inwoners (2001).

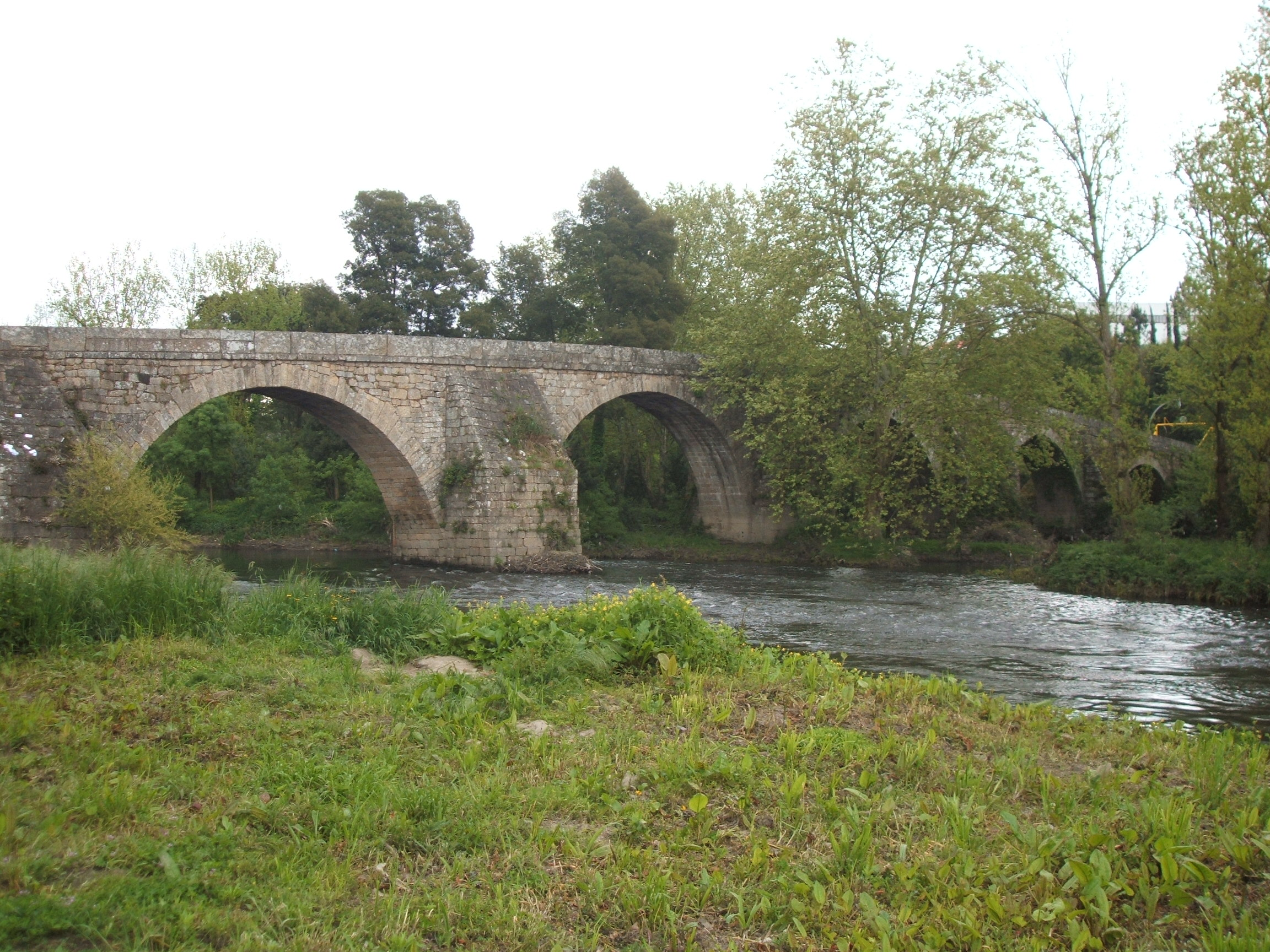
Ponte Lagoncinha in Lousado

## Bezienswaardigheden
- Ponte de Lagoncinha
- Museu Ferroviário de Lousado: een spoorwegmuseum.